# Walter Walker
Pour les articles homonymes, voir Walker.
Walter Walker est un acteur américain, né le 13 mars 1864 à New York (État de New York), mort le 4 décembre 1947 à Honolulu (alors Territoire d'Hawaï).

## Biographie
Walter Walker entame sa carrière d'acteur au théâtre et joue notamment à Broadway (New York) dans treize pièces, depuis Sinners d'Owen Davis (1915, avec Alice Brady et John Cromwell) jusqu'à Rebound de Donald Ogden Stewart (1930, avec l'auteur). Toujours à Broadway, s'ajoutent les deux comédies musicales Up in the Clouds (1922, avec Grace Moore) et Top-Hole (1924-1925).
Au cinéma, durant la période du muet, il contribue à six films sortis entre 1917 et 1926, dont Her Excellency, the Governor d'Albert Parker (1917, avec Wilfred Lucas et Elda Millar).
Puis, pendant la période du parlant, il apparaît dans quatre-vingt-neuf autres films américains de 1929 à 1939, dont Pour décrocher la lune d'Edmund Goulding (1930, avec Douglas Fairbanks et Bebe Daniels), Carioca de Thornton Freeland (1933, avec Dolores del Río et Gene Raymond), L'Intruse d'Alfred E. Green (1935, avec Bette Davis et Franchot Tone), ainsi que Madame et son cowboy d'H. C. Potter (1938, avec Gary Cooper et Merle Oberon).

## Théâtre à Broadway (intégrale)
(pièces, sauf mention contraire)
- 1915 : Sinners d'Owen Davis
- 1918 : She Walked in Her Sleep de Mark Swan
- 1920 : Fall and Rise of Susan Lenox de George V. Hobart : George Warham
- 1921 : La Veillée d'armes (In the Night Watch), adaptation par Michael Morton du roman éponyme de Claude Farrère et Lucien Népoty : le contre-amiral de Lutzen
- 1922 : Up in the Clouds, comédie musicale, musique de John Johnstone, lyrics et livret de Will B. Johnstone, mise en scène de Lawrence Marston : Curtis Dawson
- 1922-1923 : It Is the Law d'Elmer Rice : James Dolan
- 1923 : Roger Bloomer de John Howard Lawson : Everett Bloomer
- 1924-1925 : Top-Hole, comédie musicale, musique de Jay Gorney et Robert Braine, lyrics d'Eugene Conrad et Owen Murphy, livret d'Eugene Conrad, George Dill et Gladys Unger : le juge John Corcoran
- 1925 : The Crooked Friday de Monckton Hoffe : Howard Lampeter
- 1925 : The Joker d'Arthur Goodrich et W. F. Payson : le juge Burr
- 1926-1927 : Une tragédie américaine (An American Tragedy), adaptation par Patrick Kearney du roman éponyme de Theodore Dreiser : Samuel Griffiths[1]
- 1928 : The Great Power de Myron C. Fagan : le sénateur Charles Davis
- 1928-1929 : Holiday de Philip Barry : Edward Seton
- 1929-1930 : Half Gods de Sidney Howard : le juge Sturgis
- 1930 : Rebound de Donald Ogden Stewart : Henry Jaffrey

## Filmographie partielle
- 1917 : Sa revanche (In Again, Out Again) de John Emerson : le shérif Dubb
- 1917 : Her Excellency, the Governor d'Albert Parker : le capitaliste
- 1920 : Les Oiseaux noirs (Blackbirds) de John Francis Dillon : Howard Crocker
- 1922 : The Darling of the Rich de John G. Adolfi : Mike Callahan
- 1930 : Pour décrocher la lune (Reaching for the Moon) d'Edmund Goulding : James Benton
- 1931 : Annabelle's Affairs d'Alfred L. Werker : Walter J. Gosling
- 1931 : New Adventures of Get Rich Quick Wallingford de Sam Wood
- 1932 : La vie commence (Life Begins) de James Flood et Elliott Nugent : Dr Tubby
- 1932 : Les Conquérants (The Conquerors) de William A. Wellman : Thomas B. Ogden
- 1932 : Révolte à Sing Sing (The Last Mile) de Samuel Bischoff : le gouverneur Blaine
- 1932 : Madame Racketeer de Harry Wagstaff Gribble et Alexander Hall
- 1932 : The Woman in Room 13 de Henry King : Howard Ramsey
- 1932 : La Ruée (American Madness) de Frank Capra : Schultz
- 1932 : Captive (Letty Lynton) de Clarence Brown : M. Darrow
- 1932 : The Rich Are Always with Us de Alfred E. Green : Dante
- 1932 : Kid d'Espagne (The Kid from Spain) de Leo McCarey : le doyen du collège
- 1932 : Un mauvais garçon (No Man of Her Own) de Wesley Ruggles : M. Morton
- 1932 : À tour de brasses (You Said a Mouthful) de Lloyd Bacon : Tom Brandon
- 1933 : Female de Michael Curtiz : Jarratt
- 1933 : Je ne suis pas un ange (I'm No Angel) de Wesley Ruggles : un juge
- 1933 : L'affaire se complique (Hard to Handle) de Mervyn LeRoy : un représentant du collège de Bedford
- 1933 : Jennie Gerhardt de Marion Gering : Archibald Kane
- 1933 : Hello, Sister! d'Erich von Stroheim et Alan Crosland : Sedgwick
- 1933 : Carioca (Flying Down to Rio) de Thornton Freeland : Señor Carlos De Rezende
- 1933 : From Hell to Heaven d'Erle C. Kenton : « Pop » Lockwood
- 1933 : Gabriel au-dessus de la Maison-Blanche (Gabriel Over the White House) de Gregory La Cava : le Secrétaire de la Guerre Cummings
- 1933 : Mary Stevens, M.D. de Lloyd Bacon : Dr Clark
- 1933 : Sa douce maison (The House on 56th Street) de Robert Florey : Dr. Wyman
- 1934 : Strange Wives de Richard Thorpe : le général Kourajine
- 1934 : Le Comte de Monte-Cristo (The Count of Monte Cristo) de Rowland V. Lee : Morel
- 1934 : Sons of Steel de Charles Lamont : John Chadburne
- 1934 : Images de la vie (Imitation of Life) de John M. Stahl : Hugh
- 1934 : Vivre et aimer (Sadie McKee) de Clarence Brown : M. Alderson
- 1934 : La Joyeuse Fiancée (The Gay Bride) de Jack Conway : l'avocat MacPherson
- 1934 : You Can't Buy Everything de Charles Reisner : Josiah Flagg

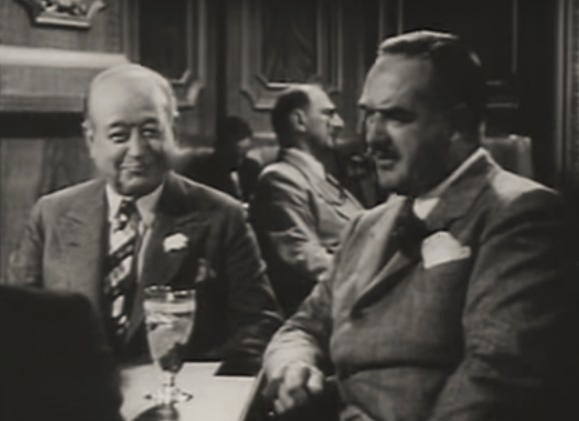
Avec William B. Davidson (à d.), dans L'Intruse (1935)

- 1935 : Sixième Édition (Front Page Woman) de Michael Curtiz : le juge Rickard
- 1935 : Meurtre au Grand Hôtel (The Great Hotel Murder) de Eugene Forde : Dr Chambers
- 1935 : Votez pour moi (Thanks a Million) de Roy Del Ruth : le président
- 1935 : Le Secret magnifique (Magnificent Obsession) de John M. Stahl : Nicholas Merrick
- 1935 : L'Intruse (Dangerous) de Alfred E. Green : Roger Farnswoth
- 1936 : Go West, Young Man de Henry Hathaway : Andy Kelton
- 1936 : Yours for the Asking d'Alexander Hall : Mr Crenshaw
- 1937 : La Joyeuse Suicidée (Nothing Sacred) de William A. Wellman : E. J. Southern
- 1937 : Le Couple invisible (Topper) de Norman Z. McLeod : un juge
- 1938 : Marie-Antoinette (Marie Antoinette) de W. S. Van Dyke : Benjamin Franklin
- 1938 : Madame et son cowboy (The Cowboy and the Lady) d'H. C. Potter : Ames
- 1938 : Vous ne l'emporterez pas avec vous (You Can't Take It With You) de Frank Capra : le gouverneur Leach